# أحمد الفرا
أحمد محمد سليمان الفرا (أبو ماهر؛ وُلد في 10 يناير 1946 في خان يونس) دبلوماسي وسياسي فلسطيني وأحد أعضاء حركة فتح، كان ممثلًا لمنظمة التحرير الفلسطينية لدى باكستان، وأفغانستان وماليزيا، وسفيرًا لدولة فلسطين لدى ماليزيا، والفلبين، وعضوًا في المجلس الوطني الفلسطيني، ومحافظًا في وزارة الداخلية الفلسطينية.

## حياته
وُلد الفرا في مدينة خان يونس في 10 يناير 1946 إبان الانتداب البريطاني على فلسطين.
حصل على درجة البكالوريوس في التجارة من جامعة الإسكندرية في مصر في عام 1972 وكان رئيسًا لاتحاد عام طلبة فلسطين فيها، وحصل على درجة الماجستير في العلاقات الدولية من جامعة كراتشي في باكستان في عام 1978. كما وحصل على درجة الدكتوراه الفخرية من جامعة مالايا في ماليزيا في عام 1984.
تولى مهام تمثيل منظمة التحرير الفلسطينية وحركة فتح في كراتشي بباكستان عام 1975، واستمر حتى عام 1979 عندما نُقل لتمثيل المنظمة لدى أفغانستان واستمر حتى عام 1982 فيها.
لاحقًا عُين ممثلًا لمنظمة التحرير الفلسطينية لدى ماليزيا عام 1982، بعدما منحت ماليزيا المنظمة تمثيلًا دبلوماسيًا كاملًا في عام 1981، وفي عام 1989 أقيمت علاقات دبلوماسية كاملة بين البلدين وصار يُدعى سفيرًا لدولة فلسطين لدى ماليزيا واستمر في المنصب حتى عام 2005.
وخلال توليه منصب السفير الفلسطيني لدى ماليزيا، عُين في عام 1995 سفيرًا غير مقيمًا لدولة فلسطين لدى الفلبين واستمر في المنصب حتى عام 2005.
أصبح عضوًا في المجلس الوطني الفلسطيني بعد عقد دورته الحادية والعشرون في مدينة غزة عام 1996.
في 1 يناير 1998، عينه الرئيس الفلسطيني ياسر عرفات محافظًا في وزارة الداخلية الفلسطينية.
مُنح في 14 فبراير 2006 موافقةً استثنائية لتمديد خدمته حتى 25 فبراير 2007 لترشيحه لتولي منصب رئيس البعثة الفلسطينية لدى قبرص، لم يتولى المنصب لاحقًا.